# Younous Omarjee

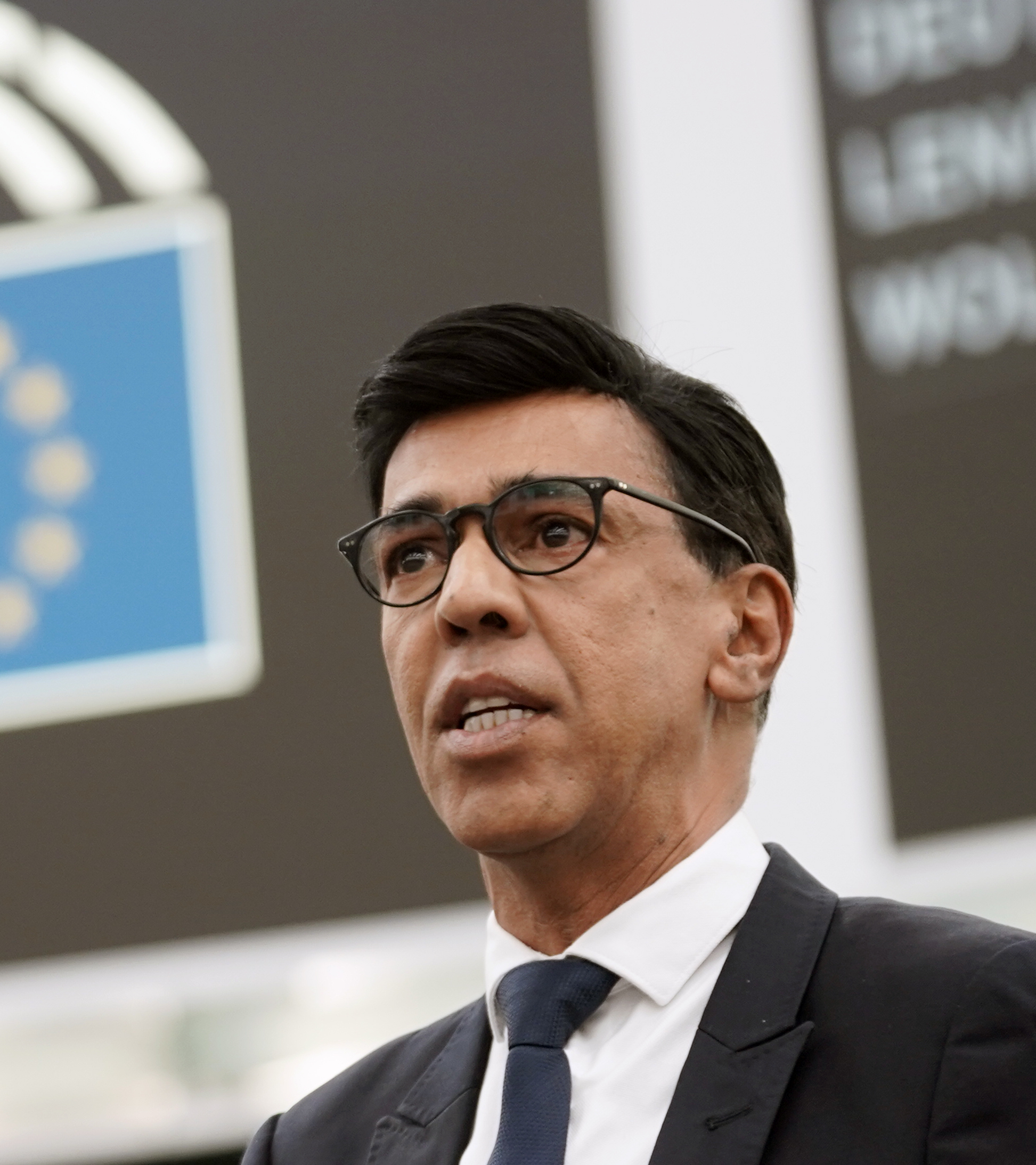
Younous Omarjee (2022)

Younous Omarjee (* 30. September 1969 in Saint-Denis, Réunion) ist ein französischer Politiker der Parti communiste réunionnais. Younous Omarjee rückte im Januar 2012 für den ausgeschiedenen Abgeordneten Élie Hoarau ins Europäische Parlament. Bei der Europawahlen 2014 und 2019 verteidigte er sein Mandat.
Omarjee engagiert sich insbesondere im Feld der Regionalpolitik, das heißt für wenig entwickelte oder sehr abgelegene Regionen der Europäischen Union. Seit 2019 ist Omarjee Vorsitzender des Ausschusses für regionale Entwicklung.

## Leben

### Jugend und Ausbildung
Younous Omarjee wurde am 30. September 1969 in Saint-Denis auf der zu Frankreich gehörenden Insel La Réunion geboren. Bereits in seiner Schulzeit engagierte er sich politisch und gründete eines der ersten Comité d'action lycéen (CAL), zu Deutsch in etwa „gymnasiales Aktionskomitee“, mit dem er und seine Mitstreiter gegen das Devaquet-Gesetz protestierten. Das Gesetz sollte den Zugang zu französischen Universitäten reformieren.
Nach seiner Schulausbildung studierte Omarjee von 1987 bis 1993 Rechtswissenschaften an der Sorbonne. Nach seinem Studium kehrte er 1994 nach La Réunion zurück und arbeitete für vier Jahre als Projektmanager bei der Verwaltung (Conseil Général) der Insel.
1998 wechselte Omarjee nach Paris, wo er für den Senatsabgeordneten Paul Vergès der Parti communiste réunionnais als wissenschaftlicher Mitarbeiter (Parlamentsassistenz) tätig war. Nachdem Vergès bei den Europawahlen 2004 ins Europäische Parlament gewählt worden war, zog Omarjee mit, und unterstützte Vergès auch in Brüssel und Straßburg als Mitarbeiter.

### Einzug ins Europaparlament
Für die Europawahlen 2009 kandidierte Omarjee für den zweiten Listenplatz hinter den Listenplatzersten Élie Hoarau der Sammelliste Alliance des Outre-Mers. Bei den Wahlen gewann die Liste einen der drei Sitze im Überseewahlkreis – neben der PS und der UMP. Nachdem Hoarau drei Jahre später sein Mandat aufgab, rückte Omarjee zum 4. Januar 2012 nach.
Omarjee trat, wie bereits Hoarau, der Konföderalen Fraktion der Vereinten Europäischen Linken/Nordische Grüne Linke bei. Für die Fraktion war Omarjee Mitglied im Ausschuss für regionale Entwicklung sowie stellvertretendes Mitglied im Rechtsausschuss. Neben seiner parlamentarischen Tätigkeit in Brüssel und Straßburg unterstützte Omarjee beim französischen Präsidentschaftswahlkampf 2012 Jean-Luc Mélenchon als Kandidaten und trat dem Nationalrat der Kampagne der Front de gauche unter dem Vorsitz von Pierre Laurent bei.

### Europawahlen 2014

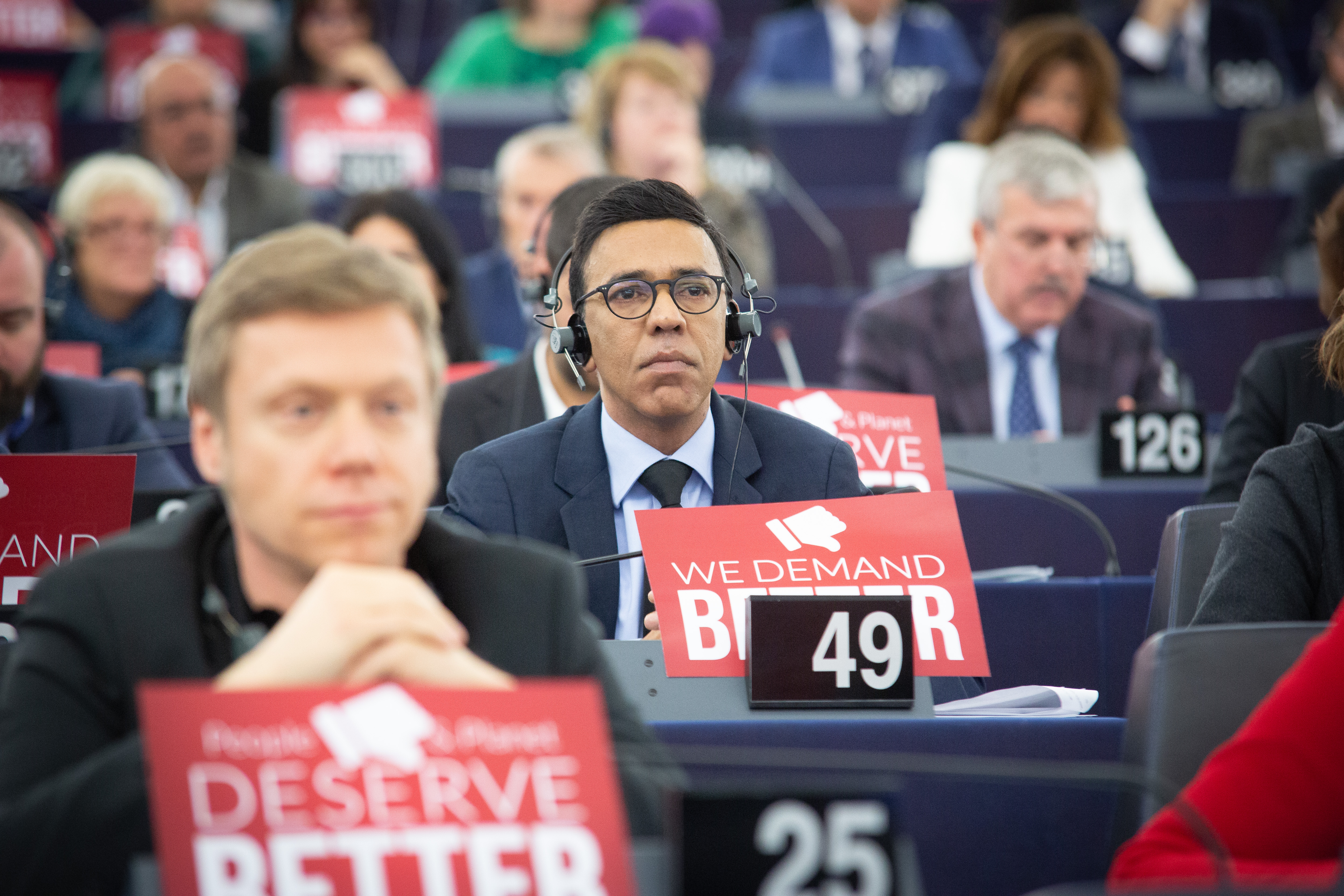
Omarjee in einer Plenarsitzung des Europaparlaments (2019)

Bei den Europawahlen 2014 kandidierte Younous Omarjee als Spitzenkandidat der Sammelliste L'union pour les Outremer im Überseewahlkreis. Die Liste gab sich selbst keine politische Ausrichtung, sondern warb vor allem für eine Stärkung der überseeischen (französischen) EU-Gebiete. Omarjee erhielt gut 19 Prozent der Stimmen im gesamten Wahlkreis und verteidigte damit sein Parlamentsmandat.
Auch in der neuen Legislatur trat er wieder der Konföderalen Fraktion der Vereinten Europäischen Linken/Nordische Grüne Linke bei, deren Mitglieder ihn auch in den Fraktionsvorstand wählten. In der 8. Legislaturperiode (2014–2019) war er für die Fraktion Mitglied im Ausschuss für regionale Entwicklung, zu dessen stellvertretendem Vorsitzenden er auch gewählt wurde, sowie im Haushaltsausschuss. Des Weiteren war er stellvertretendes Mitglied im Ausschuss für Umweltfragen, öffentliche Gesundheit und Lebensmittelsicherheit, im Haushaltskontrollausschuss sowie im Sonderausschuss für das Genehmigungsverfahren der EU für Pestizide.
Bei den französischen Präsidentschaftswahlen 2017 unterstützte Younous Omarjee erneut Jean-Luc Mélenchon, Kandidat der Bewegung La France insoumise. Omarjee trat im Rahmen des Wahlkampfs auch der Bewegung bei.
Im Dezember 2017 wurde er nach der „Mep-Ranking-Methode“ zu einem der aktivsten und engagiertesten französischen Europaabgeordneten gewählt. Im März 2018 erhielt Younous Omarjee den Preis des Parliament Magazine für den besten europäischen Abgeordneten. Das Magazin lobt ihn für seine Maßnahmen zugunsten der Regionalpolitik und sein Engagement für den Schutz der am wenigsten entwickelten und abgelegensten Regionen.

### Europawahlen 2019

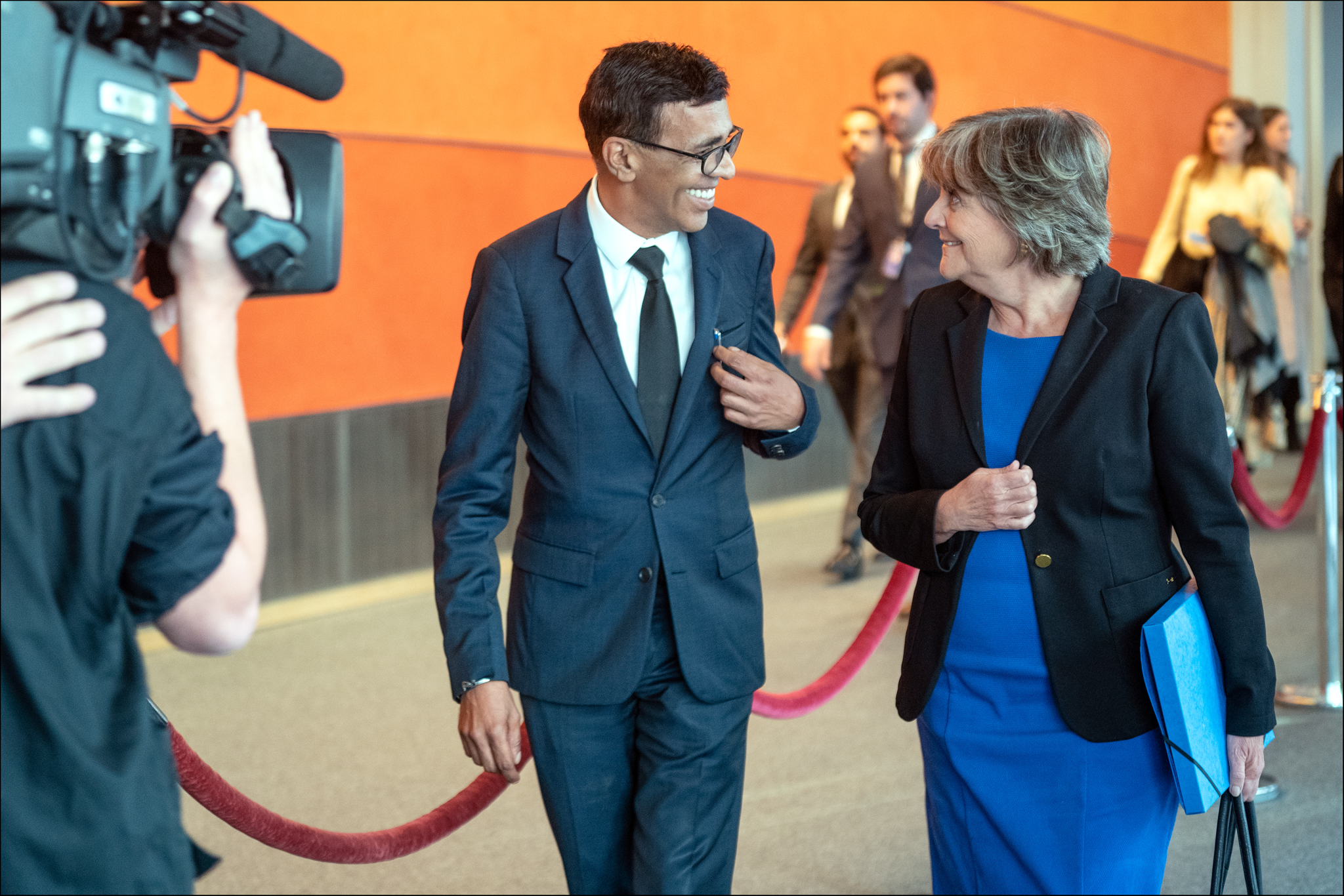
Omarjee zusammen mit Elisa Ferreira, Kommissarin für Kohäsion und Reformen der Kommission von der Leyen I

Für die Europawahlen 2019 kandidierte Omarjee erneut, dieses Mal als Teil der Parti communiste réunionnais auf dem vierten Listenplatz von La France insoumise, da für die Wahlen nur ein einziger, gesamtfranzösischer Wahlkreis geschaffen wurde. Er verteidigte erneut sein Mandat. In der 9. Legislatur (2019–2024) vertritt Omarjee seine Fraktion im Ausschuss für regionale Entwicklung, dessen Mitglieder Omarjee zum Ausschussvorsitzenden wählten. Zudem ist er Mitglied im Haushaltskontrollausschuss sowie stellvertretendes Mitglied im Haushaltsausschuss.